# Itundu
Itundu è una circoscrizione rurale (rural ward) della Tanzania situata nel distretto di Urambo, regione di Tabora. Conta una popolazione di 6 891 abitanti (censimento 2012).